# Napiš si svou smrt
Napiš si svou smrt (v anglickém originále A Murder of Crows) je americký akční film z roku 1998. Režisérem filmu je Rowdy Herrington. Hlavní role ve filmu ztvárnili Cuba Gooding, Jr., Tom Berenger, Marianne Jean-Baptiste, Eric Stoltz a Mark Pellegrino.

## Obsazení
| Cuba Gooding, Jr.      | Lawson Russell    |
| Tom Berenger           | Clifford Dubose   |
| Marianne Jean-Baptiste | Elizabeth Pope    |
| Eric Stoltz            | Thurman Parks III |
| Mark Pellegrino        | Arthur Corvus     |
| Ashley Laurence        | Janine DeVrie     |
| Carmen Argenziano      | Wiley Banning     |
| Lochlyn Munro          | Norwood           |